# Coinon
Der Coinon (auch Couanon oder Couasnon genannt) ist ein Fluss in Frankreich, der im Département Eure-et-Loir in der Region Centre-Val de Loire verläuft. Er entspringt im äußersten Südwesten des Gemeindegebietes von Thimert-Gâtelles, entwässert generell Richtung West bis Südwest und mündet nach rund 22 Kilometern an der Gemeindegrenze von Lèves und Chartres als linker Nebenfluss in die Eure.

## Orte am Fluss
(Reihenfolge in Fließrichtung)
- Châtenay, Gemeinde Mittainvilliers
- Dangers
- Senarmont, Gemeinde Bailleau-l’Évêque
- Lèves